# Грішниця (фільм, 1951)
«Грішниця» (нім. Die Sünderin) — німецький художній фільм-драма 1951 року, поставлений режисером Віллі Форстом.

## Синопсис
У центрі сюжету фільму любовна історія повії (Гільдеґард Кнеф) і художника.
З дитинства Марина зрозуміла, що жінки мають певного роду владу над чоловіками. Її мати на власному прикладі показувала, як це робиться. Живучи з чоловіком (вітчимом Марини), щовечора вона вирушала "в гості", за нею заїжджав автомобіль і відвозив у ніч до ранку. Пізніше, будучи школяркою, Марина отримала практичні знання про цей бік життя від свого зведеного брата, який за короткочасні незручності постільного характеру щедро обдаровував її. Вбрання, прикраси, частування - виявилося, жити можна приспівуючи за рахунок цих подарунків. Коли вітчиму набридла ця розпуста, він прибив сина і вигнав обох повій з дому: мати зникла в невідомому напрямку, а Марина пішла жити до подруги, яка вже давно і професійно займалася самопродажем. 
Будучи повією, Марина практично не помітила змін, що відбуваються в країні - однаково затребуваною вона була і за фашистів, і під окупацією Союзників, "мінялися тільки мундири, а навколо була та сама порожнеча", аж поки одного дня не з'явився талановитий художник-п'яниця, який свого часу був дуже затребуваним, але втратив повагу, дружину і статки через пияцтво.

## Реакція на фільм
Стрічка була першим німецьким фільмом, що порушила низку табу: оголеність, самогубство та евтаназія. У Німеччині 1950-х це викликало негативну реакцію як серед політиків, так і з боку католицької церкви.

## У ролях
| Актор                 |   | Роль            |
| --------------------- | - | --------------- |
| Гільдеґард Кнеф       | • | Марина          |
| Густав Фреліх         | • | Александр Клесс |
| Роберт Мейн           | • | фон Герндорф    |
| Анна Брук             | • | мати Марії      |
| Віра Фрідберг         | • |                 |
| Йоганн-Вольфганг Мейн | • | Едуард          |
| Андреас Вольф         | • | Арзт, лікар     |
| Тео Текленбург        | • |                 |
| Карл Крамер           | • |                 |